# División de Honor Juvenil de España 2011-12
La División de Honor Juvenil 2011-12 se disputó entre el 3 de septiembre de 2011 y el 15 de abril de 2012. El Sevilla FC, por primera vez en su historia, se proclamó campeón de la Copa de Campeones, cuya final se disputó en Lepe el 5 de mayo de 2012.

## Sistema de competición
Como en temporadas anteriores, tomaron parte en el campeonato 112 equipos repartidos, por criterios de proximidad geográfica, en siete grupos de 16 equipo cada uno, del siguiente modo:
- Grupo I: Asturias, Cantabria y Galicia
- Grupo II: Aragón, País Vasco, La Rioja (España) y Navarra
- Grupo III: Aragón, Baleares, Cataluña
- Grupo IV: Andalucía, Ceuta y Melilla
- Grupo V: Castilla y León, Comunidad de Madrid y Extremadura
- Grupo VI: Islas Canarias
- Grupo VII: Castilla-La Mancha, Comunidad de Madrid, Comunidad Valenciana y Región de Murcia

Siguiendo un sistema de liga, los 16 equipos de cada grupo se enfrentaron todos contra todos en dos ocasiones, en campo propio y contrario. El ganador de un partido obtuvo tres puntos mientras que el perdedor no sumó ninguno, y en caso de un empate cada equipo consiguió un punto. 
Al término de la temporada (30 jornadas) el equipo que más puntos sumó en cada grupo se proclamó campeón de liga, y se clasificó para disputar, junto con el subcampeón con más puntos de todos los grupos, la Copa de Campeones de División de Honor Juvenil.
Así mismo, los siete campeones y subcampeones de todos los grupos, junto con los terceros clasificados con más puntos disputaron, al finalizar la temporada, la Copa del Rey.
Por su parte, los cuatro últimos clasificados de cada grupo fueron descendidos a la Liga Nacional Juvenil.

### La categoría juvenil
El reglamento de la Real Federación Española de Fútbol establece que la licencia de futbolista juvenil corresponde a los que cumplan diecisiete años a partir del 1 de enero de la temporada de que se trate, hasta la finalización de la temporada en que cumplan los diecinueve.

## Clasificaciones de la División de Honor

### Grupo I
| Pos | Equipo             | Pts | J  | G  | E | P  | GF | GC |
| --- | ------------------ | --- | -- | -- | - | -- | -- | -- |
| 1   | Sporting de Gijón  | 69  | 30 | 21 | 6 | 3  | 94 | 22 |
| 2   | Real Racing Club   | 64  | 30 | 20 | 4 | 6  | 76 | 30 |
| 3   | RC Celta           | 63  | 30 | 19 | 6 | 5  | 66 | 24 |
| 4   | Pontevedra CF      | 59  | 30 | 18 | 5 | 7  | 56 | 48 |
| 5   | RC Deportivo       | 50  | 30 | 14 | 8 | 8  | 63 | 37 |
| 6   | Atlético Perines   | 47  | 30 | 14 | 5 | 11 | 48 | 46 |
| 7   | Pabellón CF        | 46  | 30 | 13 | 7 | 10 | 51 | 44 |
| 8   | CD Lugo            | 42  | 30 | 12 | 6 | 12 | 39 | 53 |
| 9   | RS Gimnástica      | 41  | 30 | 12 | 5 | 13 | 37 | 36 |
| 10  | Real Oviedo        | 40  | 30 | 12 | 4 | 14 | 53 | 45 |
| 11  | CD Roces           | 36  | 30 | 9  | 9 | 12 | 42 | 56 |
| 12  | Rayo Cantabria     | 36  | 30 | 10 | 6 | 14 | 32 | 51 |
| 13  | Puente Castro FC   | 33  | 30 | 9  | 6 | 15 | 41 | 60 |
| 14  | Club Bansander     | 19  | 30 | 4  | 7 | 19 | 31 | 62 |
| 15  | CD Conxo           | 19  | 30 | 5  | 4 | 21 | 24 | 69 |
| 16  | Racing Club Ferrol | 10  | 30 | 2  | 4 | 24 | 28 | 98 |

|  | Clasificado para la Copa de Campeones y la Copa del Rey 2012 |
|  | Clasificado para la Copa del Rey 2012                        |
|  | Desciende a Liga Nacional Juvenil                            |

### Grupo II
| Pos | Equipo             | Pts | J  | G  | E  | P  | GF | GC |
| --- | ------------------ | --- | -- | -- | -- | -- | -- | -- |
| 1   | Real Sociedad      | 66  | 30 | 21 | 3  | 6  | 65 | 30 |
| 2   | Danok Bat CF       | 66  | 30 | 21 | 3  | 6  | 69 | 38 |
| 3   | Athletic Club      | 66  | 30 | 20 | 6  | 4  | 64 | 26 |
| 4   | CA Osasuna         | 60  | 30 | 19 | 3  | 8  | 65 | 34 |
| 5   | CD Berceo          | 60  | 30 | 19 | 3  | 8  | 72 | 37 |
| 6   | Deportivo Alavés   | 49  | 30 | 14 | 7  | 9  | 50 | 36 |
| 7   | Stadium Casablanca | 49  | 30 | 13 | 10 | 7  | 56 | 46 |
| 8   | UDC Txantrea KKE   | 43  | 30 | 11 | 10 | 9  | 47 | 41 |
| 9   | SD Eibar           | 40  | 30 | 10 | 10 | 10 | 42 | 48 |
| 10  | CD Pamplona        | 37  | 30 | 10 | 7  | 13 | 43 | 56 |
| 11  | SCD Durango        | 29  | 30 | 8  | 5  | 17 | 45 | 65 |
| 12  | Santuchu FC        | 28  | 30 | 7  | 7  | 16 | 36 | 50 |
| 13  | SD Leioa           | 24  | 30 | 7  | 3  | 20 | 32 | 53 |
| 14  | Valvanera CD       | 21  | 30 | 4  | 9  | 17 | 45 | 72 |
| 15  | Arenas Club        | 17  | 30 | 4  | 5  | 21 | 33 | 81 |
| 16  | Barakaldo CF       | 17  | 30 | 4  | 5  | 21 | 31 | 82 |

### Grupo III
| Pos | Equipo                 | Pts | J  | G  | E  | P  | GF | GC |
| --- | ---------------------- | --- | -- | -- | -- | -- | -- | -- |
| 1   | RCD Español            | 77  | 30 | 24 | 5  | 1  | 72 | 16 |
| 2   | FC Barcelona           | 76  | 30 | 24 | 4  | 2  | 78 | 22 |
| 3   | Girona FC              | 53  | 30 | 17 | 2  | 11 | 44 | 34 |
| 4   | Real Zaragoza          | 48  | 30 | 14 | 6  | 10 | 61 | 59 |
| 5   | UD Cornellà            | 47  | 30 | 13 | 8  | 9  | 52 | 40 |
| 6   | Gimnàstic de Tarragona | 47  | 30 | 12 | 11 | 7  | 42 | 32 |
| 7   | RCD Mallorca           | 43  | 30 | 11 | 10 | 9  | 38 | 27 |
| 8   | CF Badalona            | 39  | 30 | 10 | 9  | 11 | 47 | 40 |
| 9   | CD San Francisco       | 38  | 30 | 11 | 5  | 14 | 48 | 43 |
| 10  | FPE Mataró             | 37  | 30 | 11 | 4  | 15 | 45 | 49 |
| 11  | CF Damm                | 34  | 30 | 10 | 4  | 16 | 35 | 51 |
| 12  | AEC Manlleu            | 31  | 30 | 9  | 4  | 17 | 35 | 59 |
| 13  | SD Huesca              | 30  | 30 | 9  | 3  | 18 | 26 | 49 |
| 14  | Club Lleida Esportiu   | 30  | 30 | 8  | 6  | 16 | 30 | 52 |
| 15  | CD Cide                | 25  | 29 | 6  | 7  | 16 | 27 | 59 |
| 16  | CF Reus Deportiu       | 17  | 29 | 5  | 2  | 22 | 30 | 78 |

|  | Clasificado para la Copa de Campeones y la Copa del Rey 2012 |
|  | Desciende a Liga Nacional Juvenil                            |

### Grupo IV
| Pos | Equipo              | Pts | J  | G  | E | P  | GF | GC |
| --- | ------------------- | --- | -- | -- | - | -- | -- | -- |
| 1   | Sevilla FC          | 66  | 30 | 21 | 3 | 6  | 65 | 23 |
| 2   | Málaga CF           | 63  | 30 | 19 | 6 | 5  | 65 | 26 |
| 3   | Real Betis Balompié | 55  | 30 | 17 | 4 | 9  | 63 | 34 |
| 4   | Granada CF          | 51  | 30 | 16 | 3 | 11 | 49 | 47 |
| 5   | RC Recreativo       | 48  | 30 | 15 | 3 | 12 | 59 | 32 |
| 6   | ADP Sevilla Este    | 45  | 30 | 13 | 6 | 11 | 49 | 48 |
| 7   | Puerto Malagueño GI | 44  | 30 | 12 | 8 | 10 | 47 | 45 |
| 8   | Séneca CF           | 43  | 30 | 12 | 7 | 11 | 47 | 46 |
| 9   | UD Almería          | 42  | 30 | 12 | 6 | 12 | 51 | 48 |
| 10  | Coria CF            | 37  | 30 | 11 | 4 | 15 | 55 | 67 |
| 11  | Córdoba CF          | 36  | 30 | 9  | 9 | 12 | 53 | 50 |
| 12  | CD Santa Fe         | 35  | 30 | 10 | 5 | 15 | 35 | 48 |
| 13  | Cádiz CF            | 35  | 30 | 9  | 8 | 13 | 32 | 53 |
| 14  | CD Vázquez Cultural | 35  | 30 | 9  | 8 | 13 | 43 | 54 |
| 15  | CG Goyu-Ryu         | 21  | 30 | 5  | 6 | 19 | 31 | 89 |
| 16  | UD DH San Andrés    | 15  | 30 | 4  | 6 | 20 | 42 | 76 |

|  | Clasificado para la Copa de Campeones y la Copa del Rey 2012 |
|  | Clasificado para la Copa del Rey 2012                        |
|  | Desciende a Liga Nacional Juvenil                            |

### Grupo V
| Pos | Equipo                  | Pts | J  | G  | E  | P  | GF  | GC |
| --- | ----------------------- | --- | -- | -- | -- | -- | --- | -- |
| 1   | Atlético de Madrid      | 72  | 30 | 22 | 6  | 2  | 81  | 27 |
| 2   | Rayo Vallecano          | 66  | 30 | 20 | 6  | 4  | 74  | 39 |
| 3   | Real Madrid CF          | 65  | 30 | 20 | 5  | 5  | 107 | 34 |
| 4   | CD Diocesano            | 57  | 30 | 17 | 6  | 7  | 75  | 52 |
| 5   | Real Valladolid CF      | 57  | 30 | 17 | 6  | 7  | 56  | 33 |
| 6   | CD Leganés              | 45  | 30 | 13 | 6  | 11 | 48  | 34 |
| 7   | CD Numancia             | 40  | 30 | 10 | 10 | 10 | 45  | 45 |
| 8   | AD Unión Adarve         | 40  | 30 | 10 | 10 | 10 | 40  | 43 |
| 9   | UD Salamanca            | 36  | 30 | 10 | 6  | 14 | 32  | 53 |
| 10  | Getafe CF               | 35  | 30 | 9  | 8  | 13 | 37  | 46 |
| 11  | CF Rayo Majadahonda     | 34  | 30 | 9  | 7  | 14 | 29  | 39 |
| 12  | Las Rozas CF            | 32  | 30 | 9  | 5  | 16 | 38  | 59 |
| 13  | CD San Fernando         | 31  | 30 | 9  | 4  | 17 | 44  | 76 |
| 14  | CF Pozuelo de Alarcón   | 27  | 30 | 8  | 3  | 19 | 39  | 70 |
| 15  | Zamora CF               | 18  | 30 | 4  | 6  | 20 | 31  | 76 |
| 16  | CD Burgos Promesas 2000 | 16  | 30 | 4  | 4  | 22 | 30  | 80 |

|  | Clasificado para la Copa de Campeones y la Copa del Rey 2012 |
|  | Clasificado para la Copa del Rey 2012                        |
|  | Desciende a Liga Nacional Juvenil                            |

### Grupo VI
| Pos | Equipo                 | Pts | J  | G  | E  | P  | GF | GC |
| --- | ---------------------- | --- | -- | -- | -- | -- | -- | -- |
| 1   | UD Las Palmas          | 73  | 30 | 23 | 4  | 3  | 95 | 23 |
| 2   | CD Tenerife            | 63  | 30 | 19 | 6  | 5  | 87 | 31 |
| 3   | CD Sobradillo          | 57  | 30 | 17 | 6  | 7  | 64 | 44 |
| 4   | CD Puerto Cruz         | 51  | 30 | 14 | 9  | 7  | 56 | 50 |
| 5   | UD Vecindario          | 50  | 30 | 13 | 11 | 6  | 58 | 33 |
| 6   | AD Huracán             | 50  | 30 | 15 | 5  | 10 | 68 | 42 |
| 7   | CEF Puertos Las Palmas | 47  | 30 | 14 | 5  | 11 | 52 | 47 |
| 8   | Unión Viera CF         | 46  | 30 | 13 | 7  | 10 | 33 | 31 |
| 9   | CD Herbania            | 44  | 30 | 13 | 5  | 12 | 46 | 46 |
| 10  | CD Teguise             | 42  | 30 | 12 | 6  | 12 | 43 | 50 |
| 11  | CD Laguna              | 36  | 30 | 11 | 3  | 16 | 40 | 52 |
| 12  | UD Telde               | 34  | 30 | 7  | 13 | 10 | 45 | 50 |
| 13  | SD San José            | 26  | 30 | 7  | 5  | 18 | 24 | 67 |
| 14  | UD Realejos            | 22  | 30 | 6  | 4  | 20 | 35 | 76 |
| 15  | CD Victoria            | 18  | 30 | 4  | 6  | 20 | 26 | 67 |
| 16  | CD Vallinámar          | 12  | 30 | 3  | 3  | 24 | 26 | 89 |

### Grupo VII
| Pos | Equipo                | Pts | J  | G  | E | P  | GF | GC |
| --- | --------------------- | --- | -- | -- | - | -- | -- | -- |
| 1   | Valencia CF           | 74  | 30 | 24 | 2 | 4  | 75 | 17 |
| 2   | CD Roda               | 70  | 30 | 23 | 1 | 6  | 76 | 35 |
| 3   | Villarreal CF         | 62  | 30 | 19 | 5 | 6  | 83 | 39 |
| 4   | Levante UD            | 57  | 30 | 17 | 6 | 7  | 55 | 33 |
| 5   | Real Murcia CF        | 52  | 30 | 16 | 4 | 10 | 53 | 40 |
| 6   | Hércules CF           | 51  | 30 | 16 | 3 | 11 | 51 | 40 |
| 7   | Huracán Valencia CF   | 50  | 30 | 14 | 8 | 8  | 50 | 34 |
| 8   | Atlético Madrileño CF | 49  | 30 | 15 | 4 | 11 | 63 | 45 |
| 9   | Albacete Balompié     | 39  | 30 | 10 | 9 | 11 | 43 | 45 |
| 10  | CD Castellón          | 38  | 30 | 11 | 5 | 14 | 52 | 68 |
| 11  | CF Crack´s            | 35  | 30 | 10 | 5 | 15 | 36 | 42 |
| 12  | CF Torre Levante      | 32  | 30 | 10 | 2 | 18 | 43 | 64 |
| 13  | Kelme CF              | 25  | 30 | 6  | 7 | 17 | 38 | 72 |
| 14  | UD Quart de Poblet    | 21  | 30 | 7  | 0 | 23 | 34 | 76 |
| 15  | Tomelloso CF          | 17  | 30 | 5  | 2 | 23 | 34 | 82 |
| 16  | CD Cieza              | 14  | 30 | 3  | 5 | 22 | 35 | 89 |

|  | Clasificado para la Copa de Campeones y la Copa del Rey 2012 |
|  | Clasificado para la Copa del Rey 2012                        |
|  | Desciende a Liga Nacional Juvenil                            |

## Copa de Campeones 2012
Esta XVIII edición de la Copa de Campeones tuvo importantes novedades: se amplió el número de participantes a ocho y se disputó íntegramente por el sistema de eliminación directa, suprimiendo las liguillas de ediciones anteriores.
Por segundo año consecutivo, la localidad de Lepe (Huelva) albergó la Copa de Campeones, que se disputó entre el 30 de abril y el 5 de mayo.
|  | Cuartos de final    | Cuartos de final    |                    |             | Semifinales       | Semifinales       |  |            | Final             | Final             |  |
|  | 30 de abril de 2012 | 30 de abril de 2012 |                    |             | 2 de mayo de 2012 | 2 de mayo de 2012 |  |            | 5 de mayo de 2012 | 5 de mayo de 2012 |  |
|  |                     |                     |                    |             |                   |                   |  |            |                   |                   |  |
|  |                     |                     |                    |             |                   |                   |  |            |                   |                   |  |
|  | Valencia CF         | 1                   |                    |             |                   |                   |  |            |                   |                   |  |
|  | Valencia CF         | 1                   |                    |             |                   |                   |  |            |                   |                   |  |
|  | Sevilla FC          | 3                   |                    |             |                   |                   |  |            |                   |                   |  |
|  | Sevilla FC          | 3                   |                    | Sevilla FC  | 1                 |                   |  |            |                   |                   |  |
|  |                     |                     |                    | Sevilla FC  | 1                 |                   |  |            |                   |                   |  |
|  |                     |                     | Sporting de Gijón  | 1           |                   |                   |  |            |                   |                   |  |
|  | Sporting de Gijón   | 3                   | Sporting de Gijón  | 1           |                   |                   |  |            |                   |                   |  |
|  | Sporting de Gijón   | 3                   |                    |             |                   |                   |  |            |                   |                   |  |
|  | Real Sociedad       | 2                   |                    |             |                   |                   |  |            |                   |                   |  |
|  | Real Sociedad       | 2                   |                    |             |                   |                   |  | Sevilla FC | 1                 |                   |  |
|  |                     |                     |                    |             |                   |                   |  | Sevilla FC | 1                 |                   |  |
|  |                     |                     | RCD Español        | 0           |                   |                   |  |            |                   |                   |  |
|  | FC Barcelona        | 1                   | RCD Español        | 0           |                   |                   |  |            |                   |                   |  |
|  | FC Barcelona        | 1                   |                    |             |                   |                   |  |            |                   |                   |  |
|  | RCD Español         | 3                   |                    |             |                   |                   |  |            |                   |                   |  |
|  | RCD Español         | 3                   |                    | RCD Español | 2                 |                   |  |            |                   |                   |  |
|  |                     |                     |                    | RCD Español | 2                 |                   |  |            |                   |                   |  |
|  |                     |                     | Atlético de Madrid | 1           |                   |                   |  |            |                   |                   |  |
|  | UD Las Palmas       | 0                   | Atlético de Madrid | 1           |                   |                   |  |            |                   |                   |  |
|  | UD Las Palmas       | 0                   |                    |             |                   |                   |  |            |                   |                   |  |
|  | Atlético de Madrid  | 1                   |                    |             |                   |                   |  |            |                   |                   |  |
|  | Atlético de Madrid  | 1                   |                    |             |                   |                   |  |            |                   |                   |  |
|  |                     |                     |                    |             |                   |                   |  |            |                   |                   |  |